# Tischtennis-Bundesliga 1967/68
Die Bundesliga 1967/68 der Männer war die 2. Spielzeit der höchsten deutschen Spielklasse im Tischtennis. Meister wurde der VfL Osnabrück.
Die Frauen traten erst ab der Saison 1975/76 in einer eingleisigen Bundesliga an.

## Saison
Es nahmen zehn Mannschaften teil, neu waren Borussia Düsseldorf, Eintracht Frankfurt und Tennis Borussia Berlin, die für den TSV Milbertshofen aufstiegen und die Liga damit von acht auf zehn Mannschaften aufstockten. Meister wurde der VfL Osnabrück. Tennis Borussia Berlin und der 1. FC Saarbrücken stiegen ab und wurden durch den TTV Metelen und SV Weißblau-Allianz München ersetzt.

### Abschlusstabelle
| Pl. | Mannschaft                 | Bgn. | Spiele  | +/- | Punkte |
| --- | -------------------------- | ---- | ------- | --- | ------ |
| 1   | VfL Osnabrück              | 18   | 159:71  | +88 | 33:3   |
| 2   | DJK TuSA 06 Düsseldorf (M) | 18   | 145:89  | +56 | 28:8   |
| 3   | SV Moltkeplatz Essen       | 18   | 148:92  | +56 | 28:8   |
| 4   | Borussia Düsseldorf (N)    | 18   | 141:104 | +37 | 26:10  |
| 5   | Post SV Augsburg (P)       | 18   | 135:115 | +20 | 21:15  |
| 6   | TTC Mörfelden              | 18   | 107:136 | −29 | 13:23  |
| 7   | SSV Reutlingen             | 18   | 104:141 | −37 | 12:24  |
| 8   | Eintracht Frankfurt (N)    | 18   | 108:140 | −32 | 11:25  |
| 9   | Tennis Borussia Berlin (N) | 18   | 82:148  | −66 | 7:29   |
| 10  | 1. FC Saarbrücken          | 18   | 68:161  | −93 | 1:35   |

| Zum Saisonende 1967/68: |                                                                                            |
|                         | Meister: VfL Osnabrück                                                                     |
|                         | Abstieg: Tennis Borussia Berlin, 1. FC Saarbrücken                                         |
| Zum Saisonende 1966/67: |                                                                                            |
| (M)                     | Meister der Vorsaison: DJK TuSA 06 Düsseldorf                                              |
| (P)                     | Pokalsieger der Vorsaison: Post SV Augsburg                                                |
| (N)                     | Aufsteiger der Vorsaison: Tennis Borussia Berlin, Borussia Düsseldorf, Eintracht Frankfurt |

## Trivia
- Die Meistermannschaft VfL Osnabrück: Hans Micheiloff, Bernt Jansen, Ernst Gomolla, Herbert Gomolla, Reinhard Michel, Dieter Lippelt, Karl-Heinz Dependahl
- 1.200 Zuschauer sahen das Spitzenspiel VfL Osnabrück gegen DJK TuSA 06 Düsseldorf. Dies war bis zu diesem Zeitpunkt ein Rekord.
- Insgesamt 13.045 Zuschauer wurden gezählt.
- Am erfolgreichsten waren Bernt Jansen mit einer Quote von 28:5 und Eberhard Schöler mit 26:6.[1]